# Phytobia allecta
Phytobia allecta är en tvåvingeart som beskrevs av Axel Leonard Melander 1913. Phytobia allecta ingår i släktet Phytobia och familjen minerarflugor. Inga underarter finns listade i Catalogue of Life.